# NA-2000
La NA-2000 es una carretera que comunica el Valle de Roncal, desde Isaba, con el Valle del río Veral y las poblaciones de Fago-Ansó. Atraviesa el parque natural de Larra-Belagua por Belabartze y por Zuriza, en Ansó.

## Recorrido
| Denominación | Kilómetro | Salida | Carretera | Dirección                            |
| ------------ | --------- | ------ | --------- | ------------------------------------ |
| NA-2000      | 0         |        | NA-137    | Arette (Saint-Martin) Isaba Sangüesa |
| NA-2000      | 10        |        |           | Zuriza Linza Ansó Fago               |

- Datos: Q12264041